# Космос-1003
Космос-1003 је један од преко 2400 совјетских вјештачких сателита лансираних у оквиру програма Космос.
Космос-1003 је лансиран са космодрома Плесецк, СССР, 20. априла 1978. Ракета-носач Р-7 Семјорка (рус. Семёрка) (8К71, НАТО ознака SS-6 Sapwood) са додатим степеном је поставила сателит у орбиту око планете Земље. Маса сателита при лансирању је износила 6000 килограма. Космос-1003 је био осматрачки сателит.